# Harmandiola cavernosa
Espèce
Synonymes
- Harmandia cavernosa (Rübsaamen, 1899)[2]

Harmandiola cavernosa est une espèce d'insectes diptères de la famille des Cecidomyiidae responsable de la formation de galles sur les feuilles du Tremble (Populus tremula).